# Anna-Maria Dietze
Anna-Maria Dietze (* 14. August 1999) ist eine deutsche Skilangläuferin.

## Werdegang
Dietze, die für den Pulsschlag Neuhausen Erzgebirge startet, nahm von 2015 bis 2019 an U18 und U20-Rennen im Alpencup teil. Dabei kam sie in der Saison 2017/18 auf den fünften Platz und in der Saison 2018/19 auf den sechsten Rang in der U-20-Gesamtwertung. Bei den Olympischen Jugend-Winterspielen 2016 in Lillehammer gewann sie die Bronzemedaille im Mixed-Teamwettbewerb und lief auf den 13. Platz über 5 km Freistil, auf den zehnten Rang im Sprint sowie auf den vierten Platz im Cross. In den folgenden Jahren belegte sie bei den Junioren-Skiweltmeisterschaften 2017 in Soldier Hollow den 23. Platz über 5 km Freistil sowie den 18. Rang im Sprint, bei den Junioren-Skiweltmeisterschaften 2018 in Goms den 22. Platz im Sprint sowie den 21. Rang im Skiathlon und bei den Junioren-Skiweltmeisterschaften 2019 in Lahti den 22. Platz über 5 km Freistil, den zehnten Rang im Sprint sowie den sechsten Platz mit der Staffel. Zudem gewann sie in Goms die Goldmedaille mit der Staffel. Von 2019 bis 2024 studierte sie an der University of Colorado Physik und nahm in der Zeit meist an Rennen im Nordamerika teil. Dabei kam sie beim Nor-Am-Cup und bei der US Super Tour viermal aufs Podest davon einmal in Canmore im 10-km-Massenstartrennen auf den ersten Platz. Bei den Winter World University Games 2023 in Lake Placid gewann sie die Bronzemedaille im Sprint und wurde Achte im Mixed-Teamsprint, Sechste über 5 km klassisch sowie jeweils Fünfte im 15-km-Massenstartrennen und in der Verfolgung. In der Saison 2023/24 erreichte sie in Oberwiesenthal mit Platz drei im 20-km-Massenstartrennen und Rang zwei im Sprint ihre ersten Podestplatzierungen im Alpencup. Zudem nahm sie in Canmore und in Minneapolis erstmals am Skilanglauf-Weltcup teil, wobei sie in Canmore mit dem 39. Platz im 15-km-Massenstartrennen sowie mit dem 37. Rang im Sprint und in Minneapolis mit dem 18. Platz im Sprint ihre ersten Weltcuppunkte holen konnte. In der Saison 2024/25 holte sie in St. Ulrich am Pillersee über 10 km klassisch ihren ersten Sieg im Alpencup.

## Siege bei Continental-Cup-Rennen
| Nr. | Datum             | Ort                     | Disziplin                  | Serie    |
| --- | ----------------- | ----------------------- | -------------------------- | -------- |
| 1.  | 1. Dezember 2022  | Vernon                  | 10 km Freistil Massenstart | Alpencup |
| 2.  | 21. Dezember 2024 | St. Ulrich am Pillersee | 10 km klassisch            | Alpencup |
| 3.  | 18. Januar 2025   | Falcade                 | 10 km Freistil             | Alpencup |